# Werner Lueg
Werner Lueg (Bielefeld, 16 settembre 1931 – Gehrden, 13 luglio 2014) è stato un mezzofondista tedesco.

## Biografia
Il 29 giugno 1952, durante una gara a Berlino, andò a eguagliare il record del mondo sui 1500 metri piani con il tempo di 3'43"0, già ottenuto il 15 luglio 1947 dallo svedese Lennart Strand. Ci vollero quasi due anni prima che il tempo su questa distanza fosse nuovamente abbassato dallo statunitense Wes Santee che corse in 3'42"8.
Sempre nel 1952 Lueg prese parte ai Giochi olimpici di Helsinki, conquistando la medaglia di bronzo nei 1500 metri piani.

## Record nazionali
- 1500 metri piani: 3'43"0 = ( Berlino, 29 giugno 1952)

## Palmarès
| Anno | Manifestazione  | Sede     | Evento           | Risultato | Prestazione | Note |
| ---- | --------------- | -------- | ---------------- | --------- | ----------- | ---- |
| 1952 | Giochi olimpici | Helsinki | 1500 metri piani | Bronzo    | 3'45"4      |      |